# Ксаверовка (Житомирская область)
Ксаверовка (укр. Ксаверівка) — село на Украине, основано в 1635 году, находится в Черняховском районе Житомирской области.
Код КОАТУУ — 1825685001. Население по переписи 2001 года составляет 413 человек. Почтовый индекс — 12332. Телефонный код — 4134. Занимает площадь 1,53 км².

## Адрес местного совета
12332, Житомирская область, Черняховский р-н, с. Ксаверовка, ул. Ленина, 8